# Tryckpotential
Tryckpotential eller hydrostatiskt tryck är en viktig delkomponent i den totala vattenpotentialen. Vid en fri vattenyta (liksom vid grundvattenytan) är tryckpotentialen (ψT) per definition 0. Nedanför den fria vattenytan (eller under grundvattenytan) är tryckpotentialen alltid positiv (större än 0). Ovanför grundvattenytan är tryckpotentialen alltid negativ (lägre än 0). 
Negativ tryckpotential brukar benämnas tension eller kapillär potential, och kan mätas med en tensiometer. Kännedom om den aktuella tensionen är avgörande för att till exempel kunna sätta in en bevattning i rätt tid.
Den permanenta vissningsgränsen inträffar vid ett undertryck (tension) av 150 meter vattenpelare, vilket motsvarar en relativ luftfuktighet av 98,9 % vid en temperatur av +20 grader Celsius.

## Olika uttryckssätt
Tryckpotential kan uttryckas på flera olika sätt.
Energi: {\displaystyle E=p\cdot V} (J)
Energi per enhet massa: {\displaystyle {\dfrac {E}{m}}={\dfrac {p}{\rho }}} (J/kg = m²/s2} 
Energi per enhet volym: {\displaystyle {\dfrac {E}{V}}=p} (J/m3 = Pa) 
Energi per enhet tyngd (höjd vätskepelare) {\displaystyle {\dfrac {E}{t}}={\dfrac {p}{\rho \cdot g}}} (meter vattenpelare)
där 
E = Energi (J)
m = Massa (kg)
g = Tyngdacceleration (ca 9,82 m/s2)
V = Volym (m3)
ρ = Densitet (ca 1000 kg/m3)
p = Tryck (N/m²)
t = Tyngd (N)
Tryckpotentialen brukar antingen uttryckas i energi per enhet massa eller energi per enhet tyngd.